# 颱風南修 (2016年)
颱風南修（英語：Typhoon Namtheun，國際編號：1612，聯合颱風警報中心：WP152016，菲律賓大氣地球物理和天文服務管理局：Enteng）為2016年太平洋颱風季第12個被命名的風暴。「南修」一名由寮國所提供，是指該國位於甘蒙及博利坎賽的一條河流，為湄公河左岸支流之一。日本在2016年8月至9月初接二連三地受到熱帶氣旋吹襲，而南川是一個月內第7個影響日本，和連續第6個登陸當地的熱帶氣旋。南川的強度大起大落，採取S形路徑由臺灣以東海域北上侵襲日本。它在剛形成時強度被普遍看淡，但出乎意料地急劇增強為一個成熟的颱風，繼剛過去的颱風獅子山後再次嚴重威脅日本；可是南川橫過鹿兒島附近海域時又不敵強烈垂直風切變而急速減弱，到登陸九州長崎時，已只餘下熱帶風暴強度。

## 發展過程
2016年8月於西北太平洋上空引發一連串熱帶氣旋活動的龐大「季候風渦旋」隨著颱風獅子山肆虐日本和華北而逐漸減弱，但不消多久便再有熱帶氣旋生成。一道活躍低壓槽於8月末在華南形成，並橫過沿岸和移出南海北部，與其相關、位處槽線東端的一個低壓區在8月31日在巴士海峽上空脫離低壓槽並獨立發展，美國海軍研究實驗室在早上7時給予熱帶擾動編號94W；日本氣象廳隨即在早上8時將其升格為熱帶低氣壓，聯合颱風警報中心在下午2時對其在24小時內形成熱帶氣旋的機會跳過評級「低」，直接評為「中」。當時受到活躍西南季候風支援，該系統組織整合甚快，環流緊密而螺旋性明顯，日本氣象廳在下午5時對該系統發佈烈風警報，表示隨後一日內有機會加強為熱帶風暴；聯合颱風警報中心在當晚10時把上述評級升為「高」，並同步發出熱帶氣旋形成警報。該系統東南面的深厚赤道反氣旋帶來西南引導氣流，驅使它向東北偏東移動，時速約18至20公里，移到臺灣以東海域。
該系統在9月1日日間持續增強，對流雲團不斷鞏固低層環流中心，日本氣象廳在早上8時50分把該熱帶低氣壓正式升為熱帶風暴，並命名為南川，給予國際編號1612；中國國家氣象中心亦緊隨其後，於8時55分作出此項升格。香港天文台在早上7時45分表示「台灣以東海域的氣壓頗低，一個熱帶氣旋似乎在形成中」，2小時後在上午9時45分表示「位於琉球群島附近的低壓區已增強為熱帶低氣壓，並命名為南川」。當時各官方氣象部門預期南川將逐步北上並吹襲日本九州，但預測強度不看好，大多預料南川只達到熱帶風暴或強烈熱帶風暴級數。可是臺灣以東海域的水溫炎熱，且到深處仍為暖水，供應龐大能量，同時垂直風切變微弱，加上除了溫暖潮濕的西南季候風繼續供應水汽之外，北面的噴射氣流亦為南川打開強烈的極地方向流出通道，日間南川已經急劇增強，強烈對流雲帶緊纏低層環流中心，組成中心密集雲團，更發展出「雲捲風眼」，半日內強度已經遠超各部門預期。中國國家氣象中心在下午2時半把南川率先升為強熱帶風暴，不足3小時便在下午5時25分再把南川一躍升為颱風；香港天文台則要到下午3時45分才把南川升為熱帶風暴，相隔6小時後至晚上9時45分再進一步升為強烈熱帶風暴。日本氣象廳在晚上8時50分亦把南川升為強烈熱帶風暴，僅比香港天文台早約1小時，但接近中心最高持續風速卻直接上調至60節，即每小時110公里，接近強烈熱帶風暴上限。聯合颱風警報中心在晚上11時的報文中更指出南川曾短暫打開一個「針眼」，即是非常細小而渾圓的風眼，可是旋即變為模糊的「雲塞風眼」。當日南川採取東北路線，影響琉球群島以東海域，該處和先前颱風獅子山徘徊該海域時滯留的位置相距不遠，水溫未及時回升，使南川在晚間的強度上升趨勢略有放緩。
隨著副熱帶高壓脊由日本向西南面伸展，南川在翌晨（9月2日）也漸轉北移，減速到每小時12至15公里，但進一步逼近九州；系統中心亦再次開啟一個若隱若現的「針眼」，上空流出變得呈放射狀，顯示南川的強度再次穩步上揚，對該區構成比原先預計明顯更嚴重的威脅。日本氣象廳和香港天文台先後在早上8時50分和上午9時45分把南川升為颱風；中國國家氣象中心更在下午2時半把南川升為強颱風，香港天文台至晚上9時45分跟隨。9月3日南川採取西北偏北路線，從奄美群島與大隅群島之間掠過，而華南低壓槽向東延伸，截斷西南季候風的水汽輸送，同時南川身處海域的垂直風切變大幅上升，令南川的增強趨勢至此結束。早上南川的風眼被堵塞、眼壁崩塌，標誌著南川轉趨減弱，巔峰時期到此為止，中國國家氣象中心和香港天文台先後在早上8時15分和上午11時45分把南川降為颱風。衞星雲圖也反映南川迅速而顯著減弱，其深層對流開始向東北切離，入夜後中心密集雲團崩解，尤以西南面最明顯，導致低層環流中心局部外露。香港天文台首先在當晚7時45分把南川進一步降為強烈熱帶風暴，不足半小時後中國國家氣象中心於晚上8時10分跟隨，日本氣象廳在4日凌晨2時50分亦作出此項降格。隨著南川的對流進一步削弱，香港天文台在上午9時45分再把南川降為熱帶風暴；但此時聯合颱風警報中心卻仍然評估南川為颱風，最高持續風速為65節（每小時120公里），至下午5時才降為熱帶風暴。
受西風帶影響，南川於九州西岸開始轉向東北移動，沿海岸線向日本海推進，日本氣象廳於9月5日午夜12時宣佈南川在長崎縣長崎市登陸。南川的雲團在地形摩擦下進一步被侵蝕，深層對流盡失，香港天文台在5日上午9時45分把南川降至熱帶低氣壓，與上次降格剛好相隔1日；在6小時後香港天文台再於下午3時45分把南川降為低壓區。此後南川的殘餘低壓區在6日加速向東北移動，橫過日本海、東北地方和北海道，此時其低層環流中心已無法辨認，對流雲團持續變薄，終在7日於北海道東面海域減弱消散。中國國家氣象中心在2017年3月24日發佈的「2016年熱帶氣旋最佳路徑數據」中，把南川的接近中心最高持續風速從每秒48米（每小時175公里）下調至每秒45米（每小時160公里），並把南川的中心氣壓上調至950百帕斯卡。

## 影響

### 日本
當地發布之最高風力警報：暴风警报
隨著南川在9月2日爆發增強為一個成熟的颱風，並轉向北移逼近日本鹿兒島，當晚鹿兒島和沖繩縣北部天氣迅速轉壞，風勢亦顯著增強。南川於9月3日在鹿兒島縣與沖繩縣之間掠過，兩縣在當日的天氣惡劣，分別刮起東北和西南烈風或暴風，並有狂風暴雨；但由於南川環流緊密加上轉趨減弱，兩縣未有在陸上錄得颶風。隨後南川在4日緩慢北移，直逼九州並為當地帶來狂風大雨，可是亦急速減弱為熱帶風暴，令當地風勢只達強風至烈風水平。不過日本氣象廳仍呼籲民眾提防大雨、水浸和山泥傾瀉。南川於5日凌晨1時後在長崎登陸，之後進一步減弱並加速向東北移動，其殘餘雲帶在隨後一兩日仍為日本帶來不穩定天氣。風暴期間1人受傷，近2000個家庭需暫住庇護中心。

## 外部連結
| 太平洋颱風季             |
| 主題頁 - 專題 - 編輯指南 |

- （英文）颱風2000：各氣象部門對南川的預測路徑集合 （页面存档备份，存于）
- （英文）美國太空總署：相關資料 （页面存档备份，存于）
- （日語）日本氣象廳：數位颱風網資料（日文版 （页面存档备份，存于）、英文版 （页面存档备份，存于））、1612最佳路徑數據（日文版 （页面存档备份，存于）、英文版）、颱風南川最佳路徑圖 （页面存档备份，存于）、2016年熱帶氣旋最佳路徑數據 （页面存档备份，存于）、《2016年熱帶氣旋年刊》 （页面存档备份，存于）
- （英文）美國聯合颱風警報中心：15W最佳路徑數據 （页面存档备份，存于）、颱風南川最佳路徑圖、《2016年熱帶氣旋年刊》
- （英文）美國海軍研究實驗室：15W檔案 （页面存档备份，存于）
- （简体中文）中國國家氣象中心：2016年熱帶氣旋最佳路徑數據 （页面存档备份，存于）
- （繁體中文）臺灣交通部中央氣象局：颱風資料庫——中度颱風南修、南修最佳路徑圖
- （繁體中文）香港天文台：2016年9月熱帶氣旋概述 （页面存档备份，存于）、實時天氣稿（9月1日 （页面存档备份，存于）－2日 （页面存档备份，存于）－3日 （页面存档备份，存于）－4日 （页面存档备份，存于）－5日 （页面存档备份，存于））、《2016年熱帶氣旋年刊》 （页面存档备份，存于）
- （英文）菲律賓大氣地球物理和天文管理局：熱帶氣旋發佈存檔 （页面存档备份，存于）、《2016年熱帶氣旋路徑年報》 （页面存档备份，存于）